# 诺基亚E66
2008年6月18日，E66和E71同时发布于新加坡亚洲电信展（Communic Asia 2008）。作为诺基亚E系列商务机的代表产品，E66和E71的定位各有侧重。E71采用了QWERT全键盘设计，E66则延续了E65的滑盖设计，不过在中国大陆上市的E66手机屏蔽了Wi-Fi功能。

## 性能参数
- 机型：滑盖式
- 尺寸：107.5 x 49.5 x 13.6 毫米
- 重量：121 克
- 体积：62.6 立方厘米
- 屏幕尺寸：2.4"
- 分辨率：240 x 320 像素（QVGA）1,670 万色
- 颜色：灰色/白色/黑色钢外壳
- 接口：Micro-USB 插孔，2.5 毫米音频插孔
- 电池：BL-4U 1,000 毫安时
- 通话时间（最长）：7 小时 30 分钟（GSM）
- 待机时间（最长）：264 小时（GSM）
- 操作系统：Symbian OS (9.2) + S60 v3 FP1

### 存储
- 110 MB 的手机存储空间
- 可热插拔的 microSD 存储卡插槽（最高支持 8 GB）

### 工作频率
- 四频自动切换 GSM 850/900/1800/1900
- GPRS 等级 Class B，多时隙等级 Class 32
- EDGE 等级 Class B，多时隙等级 Class 32
- 支持 TCP/IP，可充当数据调制解调器
- 支持与 MS Outlook 联系人、日历和便笺的同步
- 本地连接和同步
- 红外，最高速率 115 kbps
- 蓝牙 2.0（增强型数据速率）

## 优点
采用S60第三版设计
外观和尺寸相对更适合亚洲人的手掌
反应速度与E71一样
同时增加了E71没有的淡入淡出菜单效果和重力感应装置

## 缺点
E66的电池仅1000mAh，实际使用中待机时间不能令人满意
E66的滑盖采用磁性感应设计，通过磁力感应锁定键盘的
一旦感应装置消磁，滑盖锁就会失效
而滑盖即可接听电话是滑盖类型手机的特色之一
E66的这个缺点在早期产品中比较明显
E66的外置喇叭声音较小，在户外有时会听不到声音而漏接电话。
E66的键盘滑轨有时会左右移动，影响推动滑盖时的手感。
与E71键盘触感相比，E66明显偏生硬
后来NOKIA推出了一款滑盖方向与E66不同的新品，即诺基亚 E75。